# Societat Valenciana d'Agricultura
La Societat Valenciana d'Agricultura va ser una associació nascuda el 24 de febrer de 1859 i que agrupava als terratinents valencians. Tenia per objectiu la difusió agronòmica, i celebrava períodicament conferències i debats. Destacava la seua biblioteca, i quan es tenia notícia d'alguna novetat a l'escenari internacional, s'organitzaven comissions per a estudiar-les. A més, organitzaven visites a localitats valencianes per a estudiar les innovacions implementades.
Entre 1863 i 1881 va editar la revista quinzenal La Agricultura Valenciana. Va promoure la creació d'un banc de crèdit rural, d'un cos de guarderia rural, i va muntar una estació agrícola per a l'anàlisi de terres i adobs. Tot això, unit a la seua difusió de l'experimentació de tècniques i llavors, adobs o ferramentes van fer que la seua tasca contribuira a la modernització de l'agricultura valenciana a la segona meitat del segle xix.
Va organitzar algunes exposicions, com la celebrada en maig de 1883 a la Glorieta i també impulsà la participació valenciana a l'Exposició Universal de París de 1867.